# Mondovì
Mondovì là một đô thị và cộng đồng (comune) ở tỉnh Cuneo trong vùng Piemonte nước Ý.
Đô thị Mondovì có diện tích ki lô mét vuông, dân số thời điểm năm 2005 là 22.092 người.
Đô thị này có các đơn vị dân cư (frazioni) sau:
Các đô thị giáp ranh: 